# MERA 7900

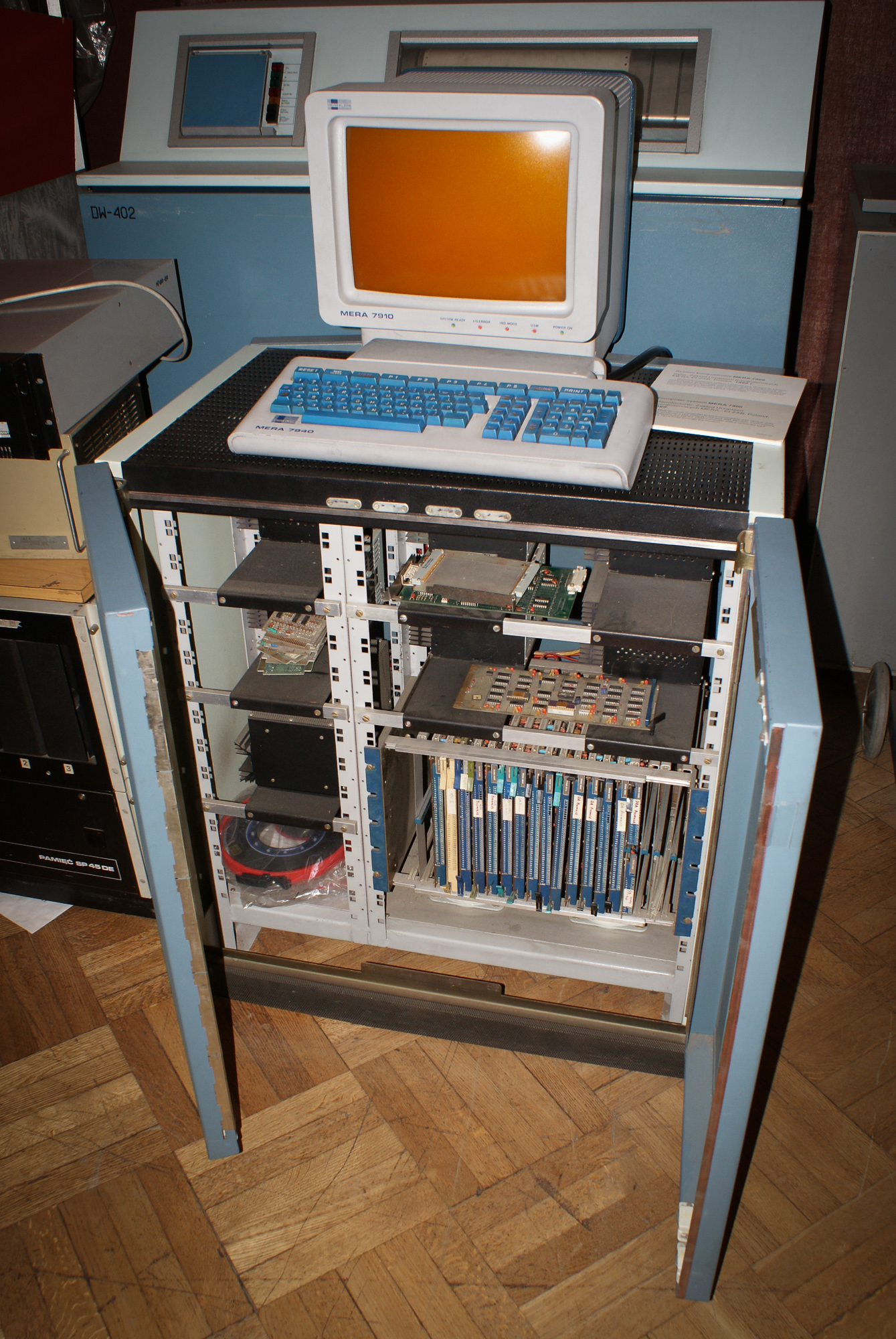
Komputer Mera 7905 i monitor Mera 7910

MERA 7900 – system i seria monitorów ekranowych produkowanych w Zakładach Urządzeń Komputerowych Mera-Elzab z Zabrza. Monitory dawały możliwość podłączenia także urządzeń wejściowych takich jak klawiatura, pióro świetlne czy drukarka, tworząc rodzinę terminali przeznaczonych do współpracy z systemami komputerowymi. System taki składał się z jednostki sterującej, monitora: zależnego lub niezależnego, oraz wyżej wymienionych urządzeń wejścia. Produkcja została uruchomiona na podstawie licencji szwedzkiej firmy Stansaab Elektronik AB zakupionej w latach 1976–1977. Monitory umożliwiały dobór barwy ekranu oraz regulację natężenia światła przez użytkownika. 
Na system składały się następujące urządzenia:
- monitory:
  - MERA 7910 (oznaczenie RIAD: EC-7917): monitor zależny,
  - MERA 7950 (oznaczenie RIAD: EC-7915): monitor niezależny,
- jednostki sterujące, tj. urządzenia umożliwiające podłączenie i komunikację z systemem komputerowym:
  - MERA 7901 (oznaczenie RIAD: EC-7911): jednostka zdalna podłączana poprzez modem,
  - MERA 7902 (oznaczenie RIAD: EC-7912): jednostka lokalna podłączana bezpośrednio do kanału komputera,
- MERA 7903, MERA 7931, MERA 7932, MERA 7933, MERA 7934: moduły i adaptery montowane w jednostkach sterujących MERA 7901, lub MERA 7902, rozszerzające możliwości jednostek sterujących lub umożliwiające podłączenie konkretnych urządzeń systemu MERA 7900,
- MERA 7971 (oznaczenie RIAD: EC-7914): drukarka (DZM 180 RO), podłączona do monitora niezależnego MERA 7950 (drukowanie zawartości ekranu) lub poprzez jednostki sterujące MERA 7901, MERA 7902 do systemu komputerowego (drukowanie z komputera),
- MERA 7940: klawiatura podłączana do monitorów MERA 7910 lub MERA 7950 (długość kabla 1 m),
- MERA 7940: czytnik optyczny kart perforowanych,
- MERA 7941: pióro świetlne.

Terminale oparte na systemie monitorów MERA 7900 stosowane były między innymi w dużych komputerach typu mainframe jak IBM 360, IBM 370, JS EMC (RIAD). W kolejnych latach system był dostosowywany także do innych komputerów, w tym minikomputerów. Kolejne modele i elementy systemu otrzymywały nowe oznaczenia zgodne z oznaczeniem serii, np. MERA-7952, MERA-7953, MERA 7911 D. Szacuje się, że około połowa wyprodukowanych monitorów została wyeksportowana.